# Phaonia minutivillana
Phaonia minutivillana är en tvåvingeart som beskrevs av Xue, Yang och Li 2000. Phaonia minutivillana ingår i släktet Phaonia och familjen husflugor.
Artens utbredningsområde är Yunnan (Kina). Inga underarter finns listade i Catalogue of Life.